# 彩紅橋通
彩紅橋通（さいこうばしとおり、さいこうばしどおり）は、愛知県名古屋市北区にある地名。現行行政地名は彩紅橋通1丁目及び彩紅橋通2丁目。住居表示未実施。

## 地理
名古屋市北区南東部に位置する。東は平安、西は石園町・芦辺町、南は東大曽根町上1丁目、北は平安通に接する。南から1丁目と2丁目が設定されている。町域東端は名古屋市道東大曽根上飯田線（通称彩紅橋通）が通る。

## 歴史

### 町名の由来

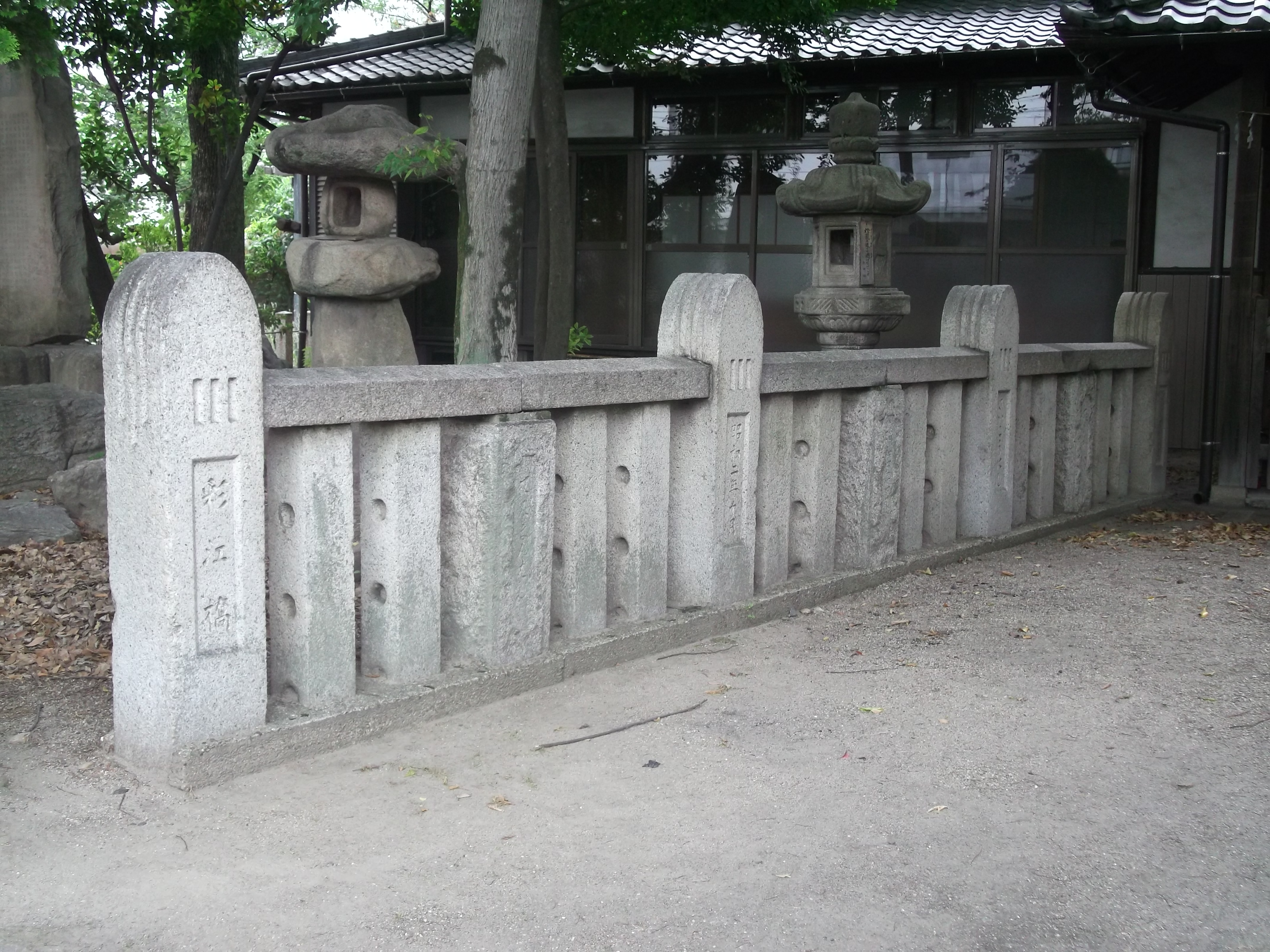
下飯田町六所社境内に残る「彩江橋」欄干（2014年6月）

1914年（大正3年）に竣工した大幸川改修工事に伴い、川の両岸に8メートルごとにサクラとカエデの植木が延長8キロメートルに渡って植えられた。その景観を漢詩の「彩紅彩雲」（典拠不明）というフレーズにちなみ、同時に掛け替えられた橋の名称として採用したという。町名はその橋名に由来するという。ただし、現在大幸川は暗渠化され町域南端の市道となっており、由来となった橋は現存しないが、南北方向の市道の通称として彩紅橋通の名が、橋の欄干は同区下飯田町の六所社境内に残されている。

### 沿革
- 1932年（昭和7年）9月1日 - 東区下飯田町字南原・仲田・薬師裏・西向田の各一部により東区彩紅橋通として成立[1]。
- 1944年（昭和19年）2月11日 - 北区成立により同区彩紅橋通となる[5]。
- 2004年（平成16年）11月20日 - 住居表示実施に伴い、1丁目・2丁目の各一部が平安一丁目に編入される[WEB 5]。

## 世帯数と人口
2019年（平成31年）1月1日現在の世帯数と人口は以下の通りである。
| 町丁     | 世帯数  | 人口  |
| -------- | ------- | ----- |
| 彩紅橋通 | 177世帯 | 328人 |

### 人口の変遷
国勢調査による人口の推移
| 2000年（平成12年） | 492人 | [ WEB 6 ] |  |
| 2005年（平成17年） | 329人 | [ WEB 7 ] |  |
| 2010年（平成22年） | 319人 | [ WEB 8 ] |  |
| 2015年（平成27年） | 334人 | [ WEB 9 ] |  |

## 学区
市立小・中学校に通う場合、学校等は以下の通りとなる。また、公立高等学校に通う場合の学区は以下の通りとなる。
| 番・番地等 | 小学校               | 中学校                 | 高等学校 |
| ---------- | -------------------- | ---------------------- | -------- |
| 全域       | 名古屋市立飯田小学校 | 名古屋市立大曽根中学校 | 尾張学区 |

## 交通
町域内に鉄道は通っていないが、近接して名古屋市交通局平安通駅が所在している。また、町域外だが名古屋市営バス地域巡回バス彩紅橋通停留所が設置されている。かつては名古屋市電御成通線が通り、彩紅橋通停留所が設置されていた（1957年-1971年）が、現存しない。

## 施設
- アルス製作所名古屋営業所

## その他

### 日本郵便
- 郵便番号 : 462-0818[WEB 2]（集配局：名古屋北郵便局[WEB 12]）。

## ギャラリー

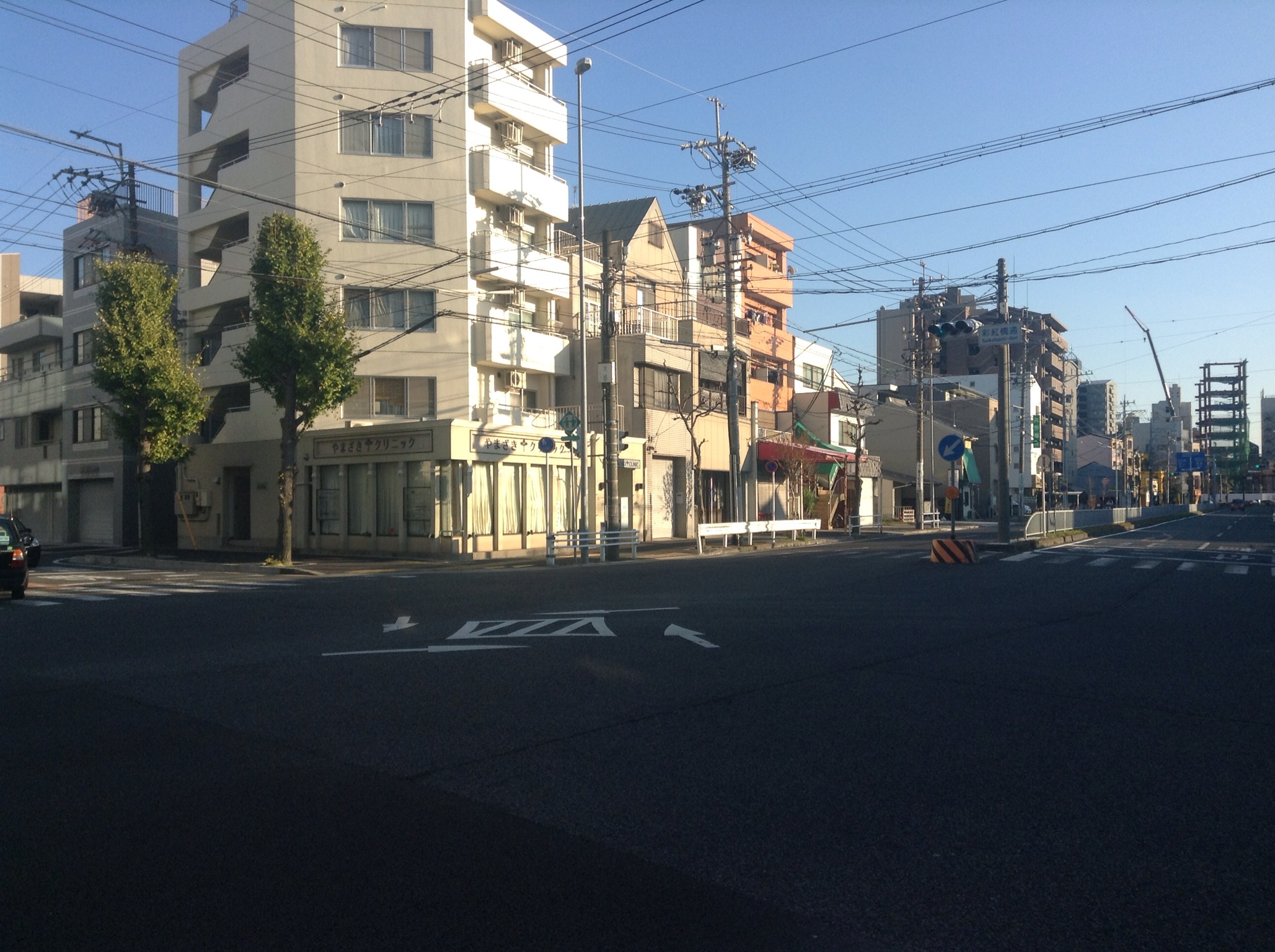
彩紅橋通交差点
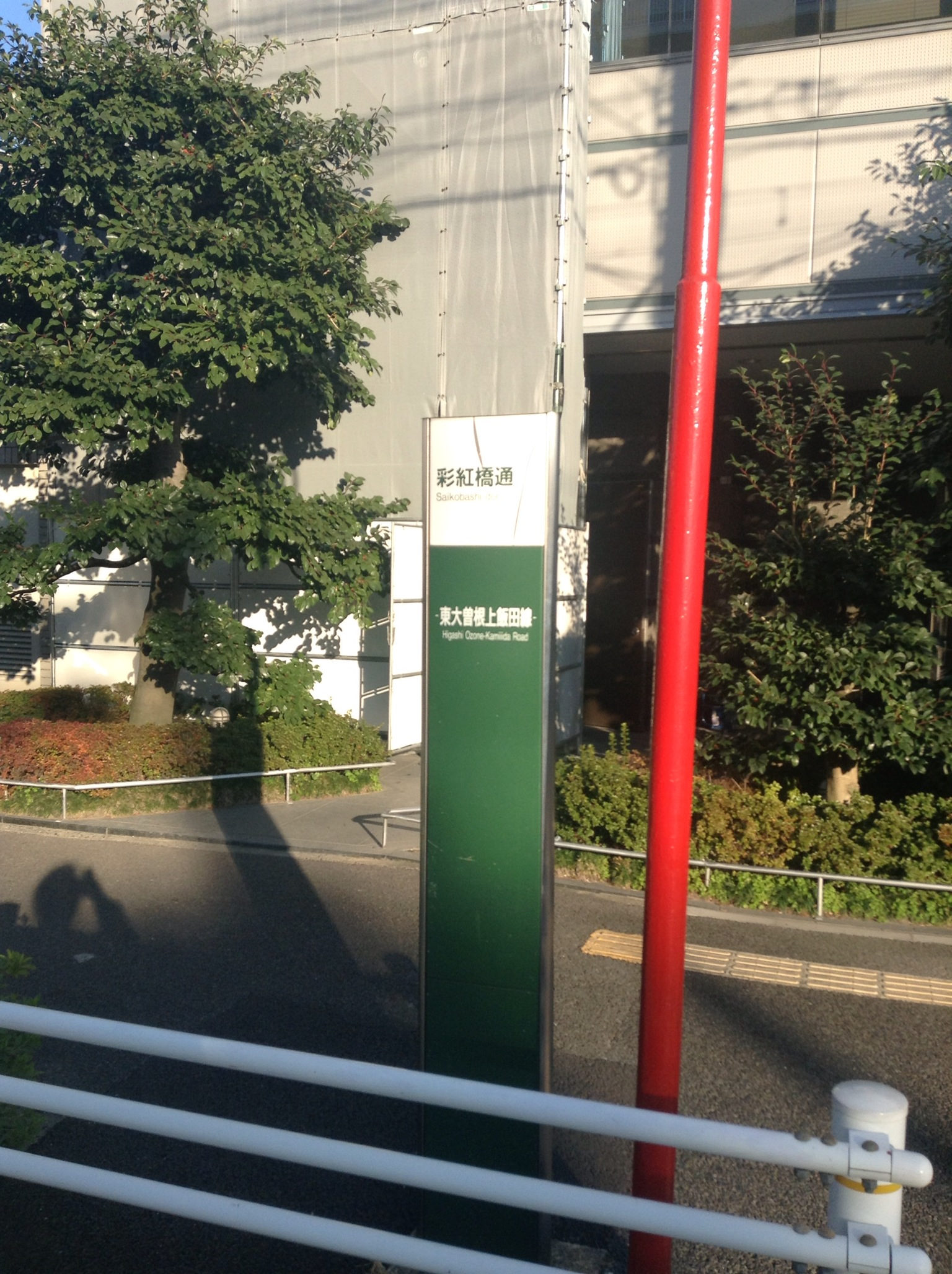
彩紅橋通の案内板
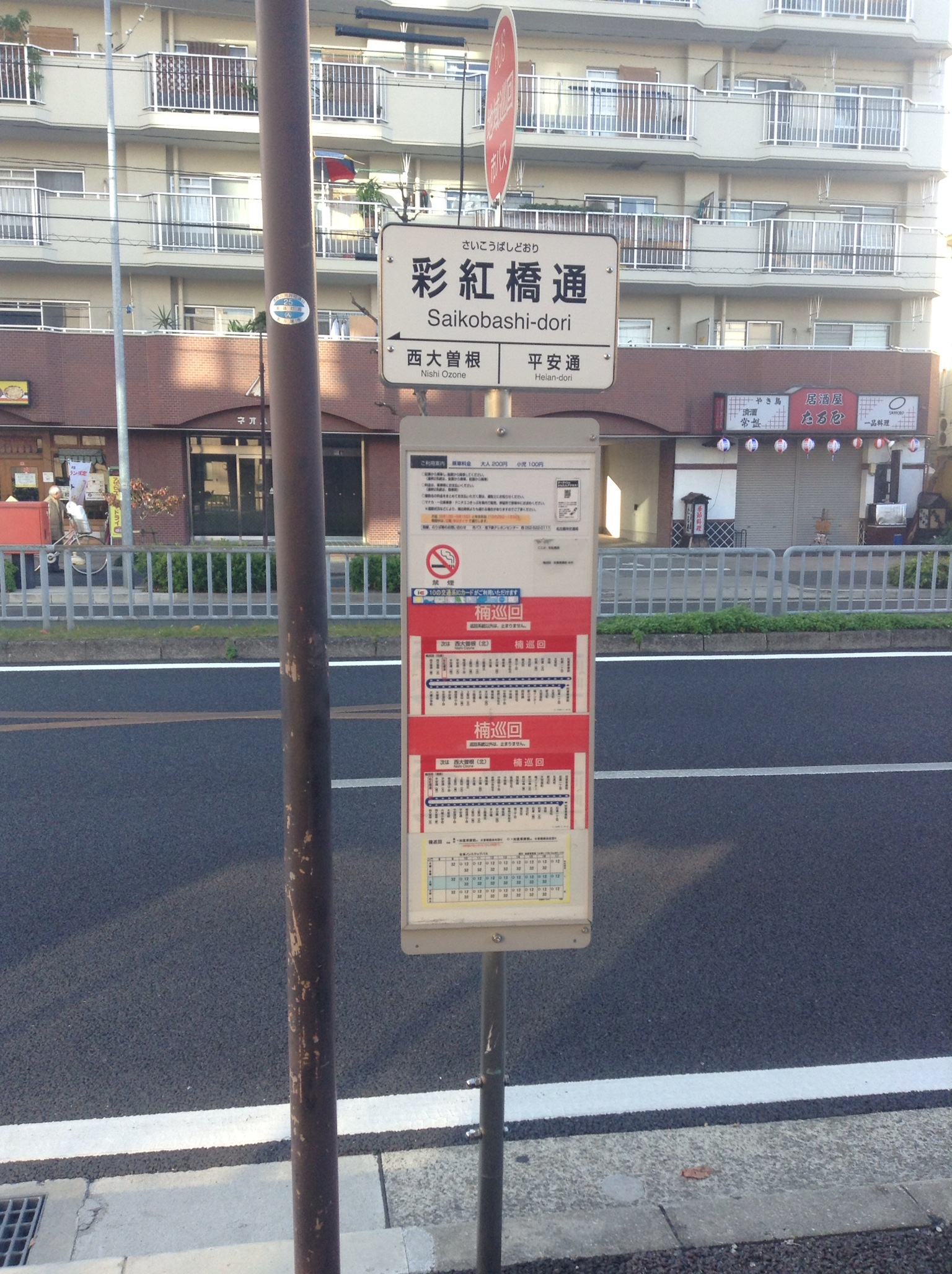
彩紅橋通停留所